# MotoMagx
MotoMagX (dawniej JUIX) – system operacyjny oparty na Linuksie i Javie wykorzystywany w telefonach komórkowych firmy Motorola.